# 38. století př. n. l.
39. století př. n. l. – 38. století př. n. l. – 37. století př. n. l.

## Události
- 25. září 3760 př. n. l. – první den židovského kalendáře (Stvoření)
- 7. října 3761 př. n. l. – počátek éry novodobého židovského kalendáře

## Vynálezy a objevy
- Vynález hřebíků[zdroj?]
- Štětcová malba v Číně